# Rhyncholagena levantina
Rhyncholagena levantina is een eenoogkreeftjessoort uit de familie van de Miraciidae. De wetenschappelijke naam van de soort is voor het eerst geldig gepubliceerd in 1964 door Por.